# Cintilografia

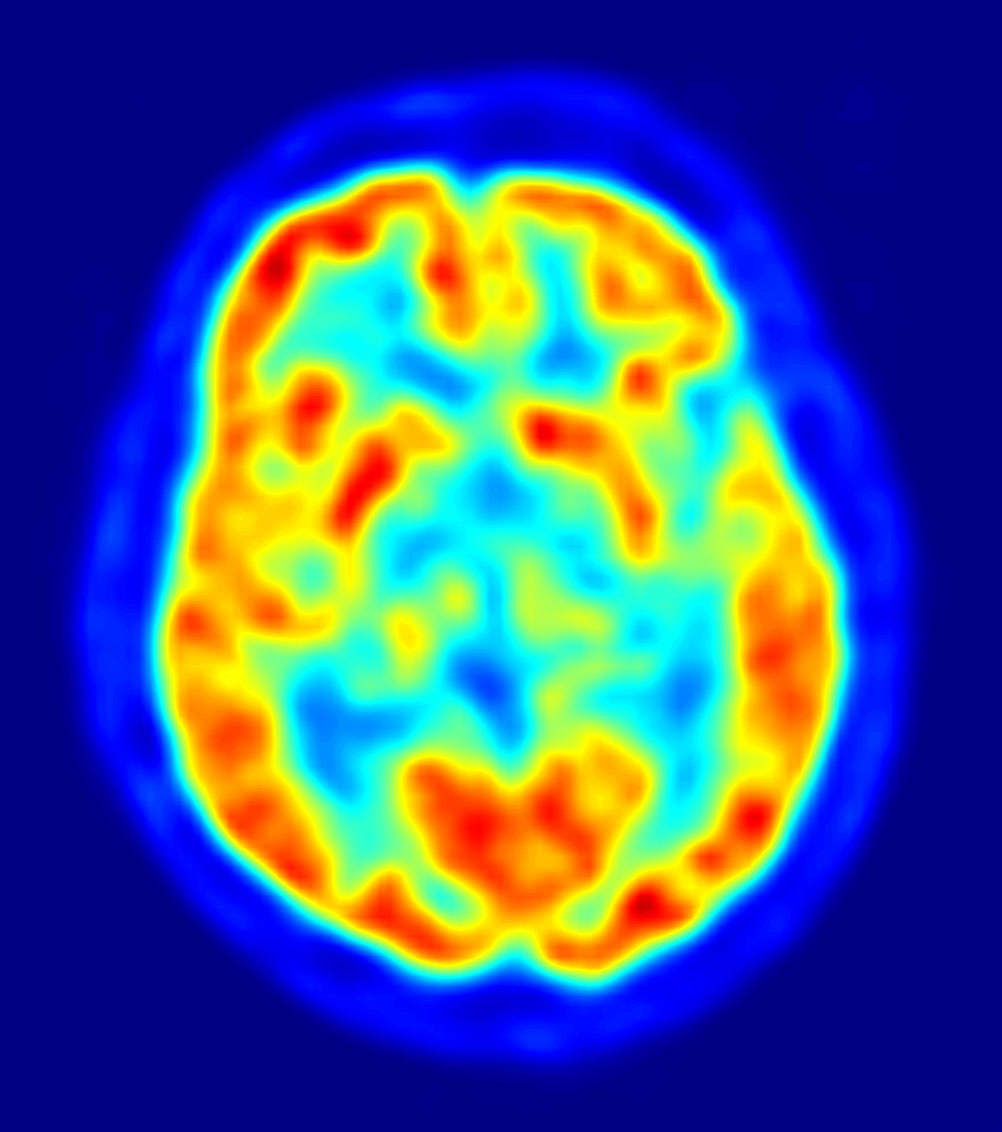
Representação de uma imagem em falsa cor de uma secção do cérebro humano, baseada em cintilografia, em tomografia de emissão de positrões.

A cintilografia, cintigrafia, gamagrafia, cintilograma ou cintigrama é um método de diagnóstico por imagem da Medicina Nuclear. Na tela no computador, são geradas fotos ou filmes da distribuição de um radiotraçador (também referido de radiomarcador) injetado no paciente que podem ser analisadas da forma visual ou quantitativa através de cálculos da concentração e velocidade de movimento desse radiotraçador. 
Neste exame são formadas primariamente imagens funcionais (vê a função dos órgãos) em contraste com a radiologia geral em que são formadas imagens anatômicas (vê a forma dos órgãos). O radiotraçador (ou radiofármaco) é geralmente a união de um radioisótopo (átomo emissor de onda eletromagnética do tipo raio gama que é o sinal para formação da imagem) com um análogo de uma molécula fisiológica (traçador que é escolhido de acordo com o órgão e função a ser estudada). A radiação gama é uma onda eletromagnética semelhante à luz visível, porém seu "brilho" ou cintilação é apenas visto através de uma máquina chamada câmara gama, um detector a cintilação, que nos permite a visualização de imagens dos órgãos internos.
Dentre os radioisótopos mais utilizados, destaca-se o Tc99m (tecnécio 99 meta-estável) devido às suas propriedades físicas vantajosas, como tempo de meia de vida de 6,01 horas, decaimento por emissão gama pura com fótons de 140 keV , facilidade de sua obtenção a partir do Mo99 (Molibdênio 99), além de estados 1-6 de oxidação e vários modos de coordenação que permitem uma boa e prática ligação ao traçador.

## Vantagens e desvantagens
Vantagens
- Imagens funcionais.
- Método indolor, não invasivo (o radiotraçador pode ser administrado não só por via endovenosa, mas também por vias oral, inalatória ou subcutânea).
- Ausência de reação alérgica ao radiotraçador.
- Menor exposição à radiação relacionada a outras técnicas de imagem, principalmente quanto se trata de imagem de corpo inteiro.

Desvantagens
- Baixa resolução para imagens anatômicas.
- A disponibilidade de certos radiotraçadores não é imediata, necessitando, em algumas casos, espera de 1 a 2 semanas.
- Por se tratar de imagens funcionais, alguns exames precisam de preparo prévio prolongado (1 a 90 dias) com restrição de certos tipos de alimentos e medicamentos.
- Alguns processos fisiológicos a serem estudados não podem ser acelerados e a aquisição das imagens podem levar até 60 minutos.

## Indicações

### Cardiovascular
O diagnóstico de doença arterial coronariana suspeita ou conhecida é a indicação mais comum, podendo ser realizado em esforço (ou com estresse farmacológico) e em repouso. A cintilografia cardíaca permite avaliar:
- Presença e gravidade da lesão isquêmica
- Localização do compromisso coronariano
- Extensão: avalia o número de territórios vasculares comprometidos)
- Determinação da importância funcional da lesão anatômica detectada pela angiografia: Avalia a presença dos vasos colaterais na proteção do miocárdio que não pode ser bem determinada pela angiografia. Pode ser usado o sestamibi-99mTc ou o tetrofosmin-99mTc em esforço, estresse farmacológico e repouso.

Avaliação da viabilidade miocárdica
Padrão ouro: FDG-18F. 
O melhor radioisótopo disponível é o tálio-201 com imagens após esforço-redistribuição-reinjeção ou em repouso-redistribuição. 
Isquemia versus fibrose (frequentemente secundária a infarto). Estenoses coronarianas de alto grau podem, na ausência de infarto, causar hipoperfusão miocárdica regional em repouso e que melhora na redistribuição com tálio-201. 
Estimar a melhora na função ventricular esquerda após a revascularização miocárdica.
Avaliação do prognóstico
São utilizados o tálio-201, o sestamibi-99mTc ou o tetrofosmin-99mTc em esforço e repouso, porém não podem diferenciar infarto recente ou antigo (ver 
pirofosfato-99mTc).
Monitorização após tratamento
Utiliza-se o sestamibi-99mTc ou o tetrofosmin-99mTc.
Revascularização coronariana em pacientes com sintomas recorrentes.
Terapia medicamentosa para insuficiência cardíaca congestiva ou angina.
Avaliação da dor torácica aguda
Cintilografia com sestamibi-99mTc em repouso na vigência da dor. Alto valor preditivo negativo (risco de evento cardíaco - IAM ou morte - menor que 1% ao ano). Na emergência, evita internações desnecessárias. 
Diferenciar isquemia e miocardiopatia idiopática em paciente com insuficiência cardíaca congestiva
Utiliza-se o sestamibi-99mTc ou tetrofosmin-99mTc.

### Outras indicações
- Oncologia: câncer primário e metastático (de próstata, mama, pulmão, tireoide, rim, supra-renal, do esqueleto e etc.);
- Endocrinologia: avaliação funcional do hipo e hipertiroidismo, câncer de tireóide, hiperparatireoidismo,
- Traumatologia/Ortopedia: Doenças ósseas metabólicas, doenças osteo-articulares (traumáticas, inflamatória, osteomielite);
- Nefrologia/Urologia: Infecção/cicatriz renal secundário a pielonefrite, avaliação de obstrução do trata urinário, refluxo vesico-ureteral, hipertensão renovascular;
- Gastroenterologia: Pesquisa de refluxo gastroesofágico, esvaziamento gástrico, sangramento gastro-intestinal, atresia de vias biliares, hemangioma hepático e etc.